# Chotkovský palác
Chotkovský palác (něm. Palais Chotek) ve Vídni je rozsáhlá palácová budova ve stylu novorenesance. Nachází se v 9. vídeňském městském obvodu Alsergrund, na Währinger Straße č. 28.

## Dějiny

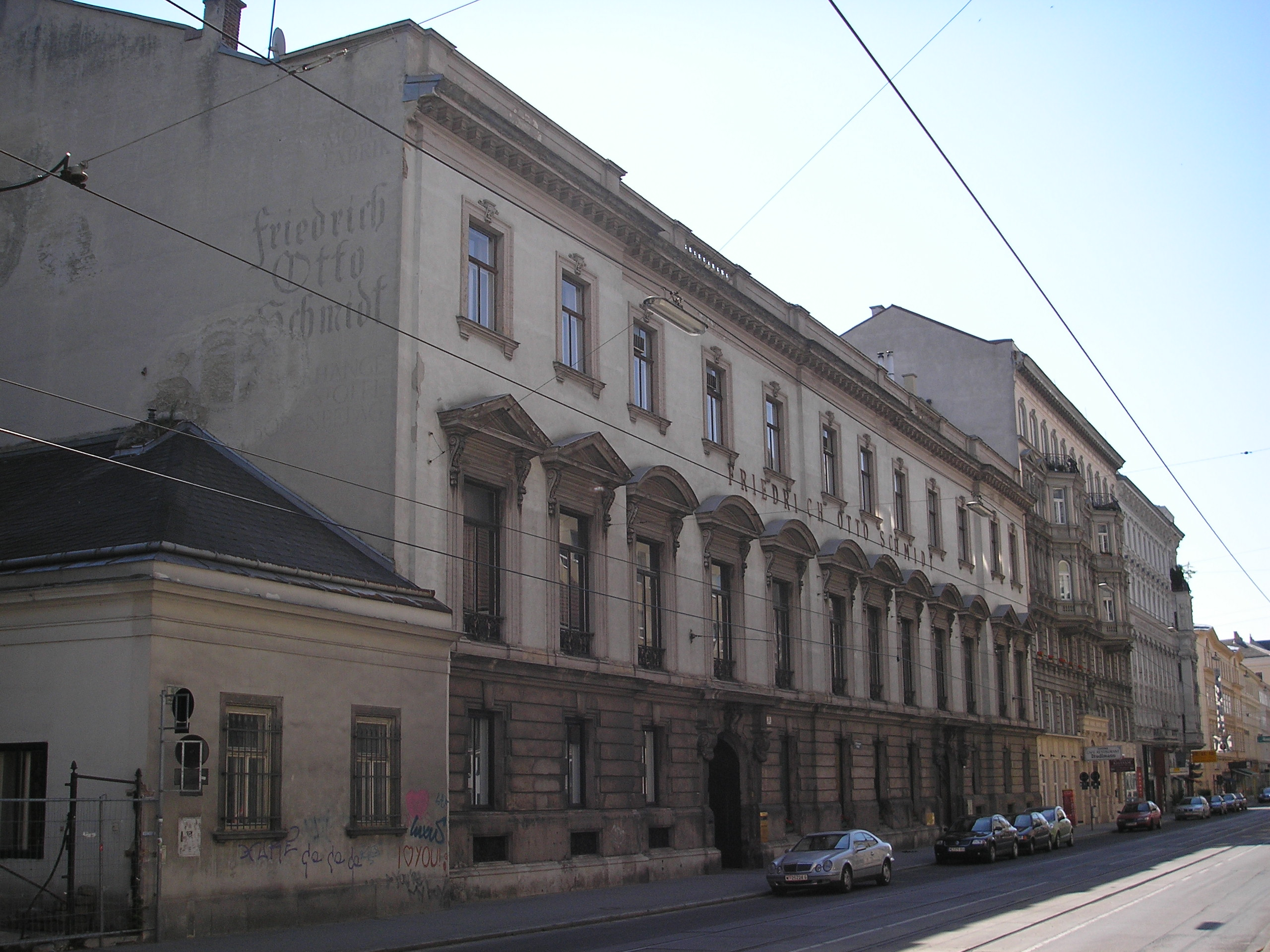
Chotkovský palác

Palác byl vystavěn v letech 1871 až 1874 architektem Lotharem Abelem na zakázku hraběte Otty Chotka jako podlouhlá, jednopatrová a přísně historizující stavba ve stylu novovídeňské renesance.
Později byl palác navýšen o jedno patro a od roku 1891 jej majitel pronajal firmě Friedrich Otto Schmidt, který zde měl ateliér starožitného nábytku. Tatáž firma palác v roce 1904 koupila a zřídila zde své sídlo. Firma patřila mezi přední designéry nábytku a spolupracovala s mnoha věhlasnými umělci, mimo jiné například s Adolfem Loosem.
Při spojeneckých náletech v roce 1945 byl palác silně poškozen, ale brzy po válce se dočkal restaurace.